# Marcellinuskapelle

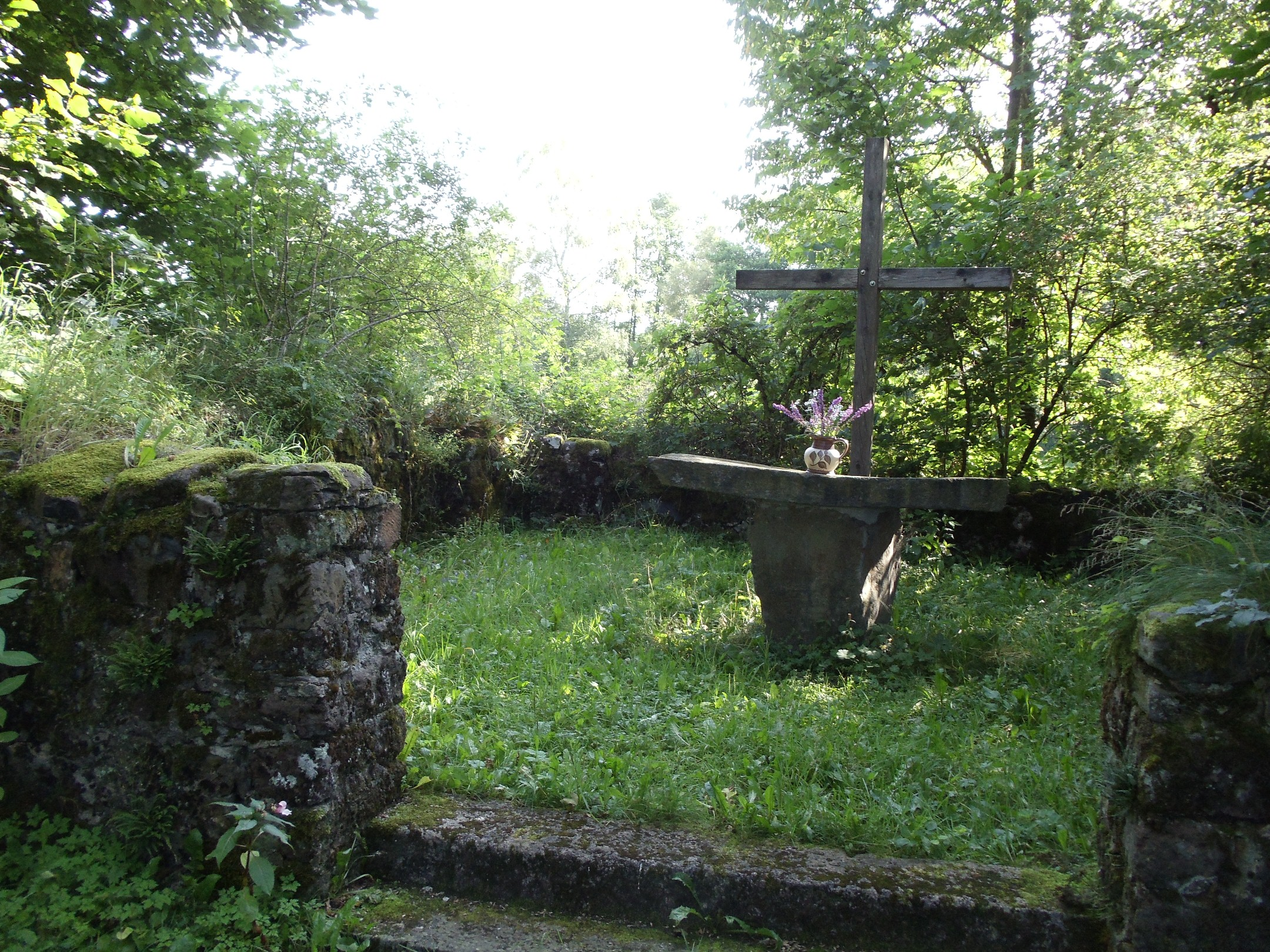
Altarraum der Marcellinuskapelle

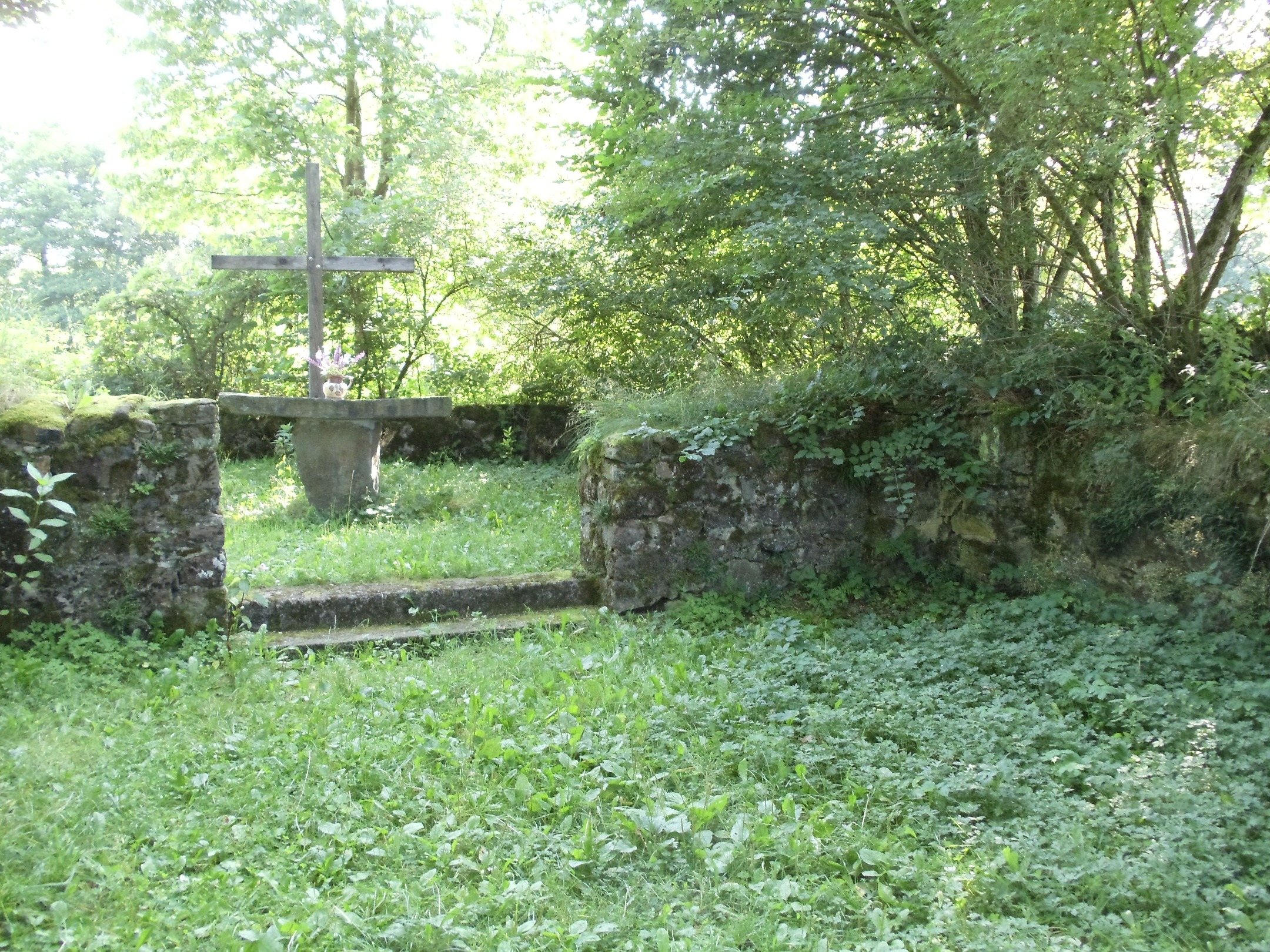
Langhaus und Altarraum

Die Marcellinuskapelle (im Volksmund: Stumpe Kirch) ist eine Kirchenruine aus den 13./14. Jahrhundert. Sie befindet sich dicht an der Nidder, zwei Kilometer unterhalb von Burkhards im Vogelsbergkreis in Hessen.

## Geschichte
Der heutige Name der Kirche beruht auf einem Lesefehler des Weihbischofs von Worms Stephan Alexander Würdtwein im 18. Jahrhundert. Der ursprüngliche Name war „Mirczeler“ = Märtyrer. Das Patrozinium des Märtyrers Marcellinus tritt aber nur in Verbindung mit dem des hl. Petrus auf. Reliquien der beiden ruhen heute in der Basilika St. Marcellinus und Petrus (Seligenstadt). Die „Mirtzler Kirch“ auf einer Karte um 1570 des Gräflich Stolbergisch-Roßlarischen Archivs in Ortenberg ist abgedruckt bei Wolf/Müller.
Die historischen Namen sind „die alte Kirch“ und „stumpe Kirche“ (abgeleitet von Kirchenstumpf).
Die „Stumpe Kirch“ befindet sich an der „Via Antiqua“ oder „Rechten Nidderstraße“. Sie gehörte bis ins 16. Jahrhundert zum Kirchspiel Wingershausen: Erzbistum Mainz, Archidiakonat St. Mariengreden, Dekanat Friedberg, Sendbezirk Wingershausen.
Man nimmt an, dass die „Stumpe Kirch“ als Filialkirche zur kirchlichen Versorgung beitragen sollte: Zuerst wohl für Burkhards und die späteren Wüstungen Bleistadt, Rullshausen, Ober-, Mittel- und Nieder-Niddern sowie Streithain, evtl. auch Floßbach und Irsel.
Im Zuge der Reformation wurde die Kirche aufgegeben und verfiel. 1570 war der Turm, der heute der Kapelle seinen Namen gibt, eingestürzt: Stumpe Kirch = Kirchstumpf.

## Baubeschreibung
Die rechteckige gotische Saalkirche wurde in der zweiten Hälfte des 13. Jahrhunderts errichtet. Sie ist 17,10 Meter lang und 8,85 Meter breit. Die ausgegrabene Sockelmauer ist durchschnittlich 0,9 m stark und bis 1,3 m gleichmäßig aufgemauert. Das Haupttor lag im Westen, der Eingang war 1,25 m breit. Ein weiteres Tor befand sich auf der Nordseite, hier betrug die Durchgangsbreite 1 m. Ein gleich breiter Chor schloss sich im Osten an. Ein Triumphbogen überspannte den 2,15 m breiten Durchgang. Das Chorjoch hatte die Maße 5,9 m × 6,9 m. Aufgrund abgestufter Eckvorlager kann man drei Joche nachweisen. Eine ähnliche Konstruktion findet sich in der ev. Kirche von Dexbach. Datiert wird der Kirchenbau in die zweite Hälfte des 14. Jahrhunderts.
Die Reste der Kirche wurden im Juli und August 1931 vom Büdinger Kammerdirektor und Forstmann Karl Theodor Christian Müller ausgegraben. Finanziell wurde er dabei unterstützt von dem Oberhessischen Geschichtsverein in Gießen. Vor den Grabungen von Müller war noch der Kirchenstumpf sichtbar gewesen. Teile der Mauern wurden wieder erneuert, später kamen ein Altar und ein Kreuz hinzu. 1932 wurde der Innenraum der Kirche ausgeräumt. Müllers Suche nach einem hölzernen Vorgängerbau war vergeblich.
Die Funde lagerten im Oberhessischen Museum Gießen, wo sie in den Bombennächten des Zweiten Weltkriegs verbrannten. Bedeutsam war der obere Teil einer romanischen Bronzelampe, die wohl das „Ewige Licht“ barg.
Der Entstehungszeitpunkt der Kapelle ist umstritten. Geklärt ist allerdings, dass eine Rast des „Leichzug des Bonifatius“ an der „Stumpen Kirch“ sich nicht belegen lässt. Einzige bisher belegbare Station ist die Crutzenkirche bei Frankfurt-Kalbach-Riedberg, deren Lage durch Luftbildaufnahmen entdeckt und 1983–1985 ausgegraben wurde. Dabei wurden Überreste eines hölzernen Vorgängerbaus der Crutzenkirche gefunden.
Die vorgebliche Rast des Leichenzugs an einer Kirche bei Burkhards entspringt dem Überschwang von Lokalpatrioten.
Das Gelände, das in Urkunden „Heistolfs Eigen“ genannt wird, liegt auf der anderen Nidderseite. Es war ein abgabenfreies Eigengut, das dem Fuldaer Presbyter und Notar Heistolf gehörte. Heistolf war aber nicht der Kirchengründer. Die Kirche war auch nicht die Mutterkirche von Burkhards. Vielmehr war die älteste Kirche der Gegend die Bergkirche in Wingershausen. Von dort zur „Stumpen Kirch“ führte direkt der „Pfaffenweg“.
In der Markbeschreibung der Kirche zu Wingershausen aus dem Jahre 1016, die in zwei Fassungen überliefert ist (Codex Eberhardi und Pist., trad. Fuld. p. 497), ist als einer der Grenzpunkte „Heistolues eigan“ (Heistolfs Eigen) genannt. Die Termineibescheibung u. a. sind aber Fälschungen des Mönchs Eberhard von Fulda Codex Eberhardi. Diese Fälschungen hatten den Zweck, fuldische Besitzungen, für die man keine Urkunden vorlegen konnte, abzusichern.
Mit der Kapelle ist auch die Sage vom „Helg“ oder„Helch“ verbunden, der sich heute an der Nordwestmauer der Evangelischen Kirche Burkhards befindet.